# Bouvardia ternifolia
Bouvardia ternifolia, llamada popularmente trompetilla, es un arbusto de la familia Rubiaceae. En México se distribuye en los estados del centro norte, Altiplano con algunos registros en Chiapas. Habita en bosques de Pinus-Quercus.

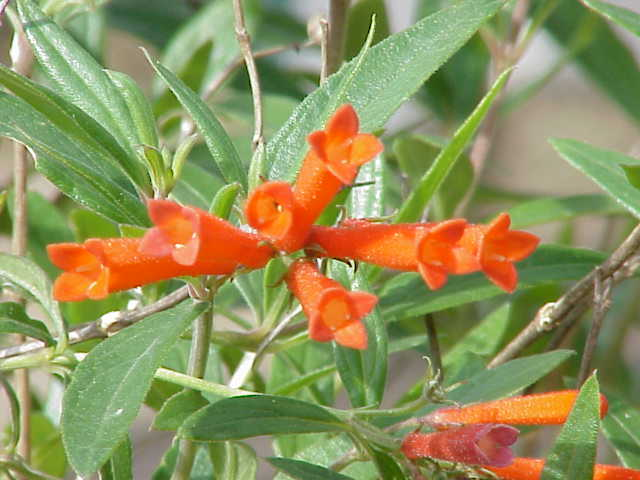
Flores

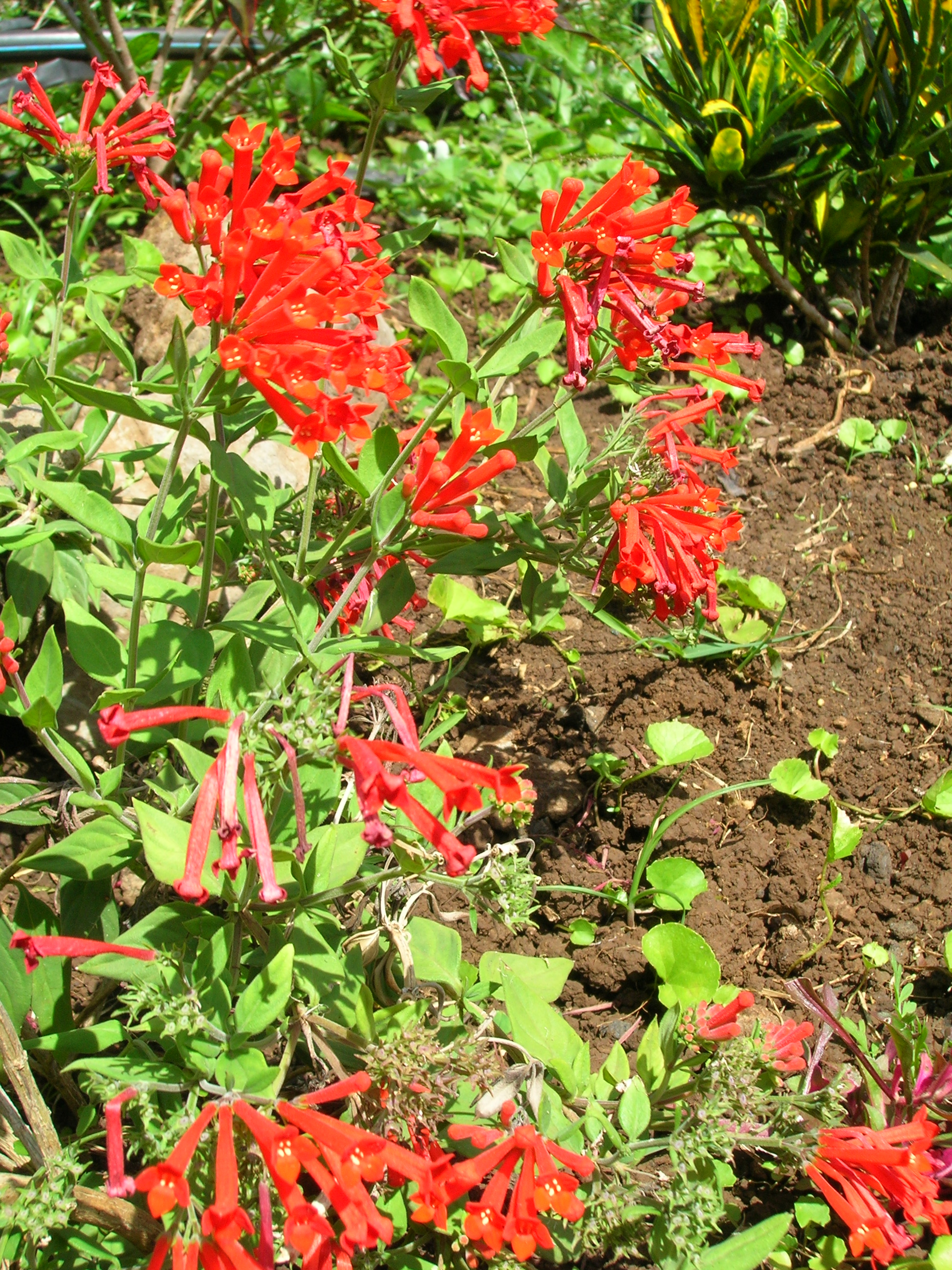
Detalle de la planta en flor

## Descripción
Son arbustos que alcanzan un tamaño de hasta 1(-2) m; con ramitas esparcida a densamente hírtulo-pubérulas. Hojas 1.5-5 × 0.2-1.3 cm, 3-5(6)- verticiladas, elíptico-lanceoladas a angostamente ovado-lanceoladas, cartáceas a subcoriáceas al secarse, en ambas superficies esparcida a densamente papiloso-hispídulas o hírtulas, la base aguda o angostamente cuneada, el ápice agudo, los márgenes revolutos, escábridas; nervaduras secundarias 2-6(-12) pares, eucamptódromas a broquidódromas; pecíolos 0.5-12 mm, vellosos a glabrescentes; estípulas 1-1.5 mm, en la cara abaxial hírtulas, con una arista 1-4 mm.
Inflorescencias 3-6 × 3-4 cm, terminales, corimbiformes a subcapitadas, con (3-)7-40 flores, pubérulas; pedúnculo ausente o 0.5-3 cm; brácteas 0.5-10 mm, subuladas a lineares. Flores pediceladas, los pedicelos 1-3 mm; hipanto 1.5-2 mm, subgloboso a obovoide, esparcida a densamente hírtulo; limbo calicino lobado hasta la base, los lobos 1-2 mm, subulados a linear-lanceolados, pubérulos; corola tubular, roja, en el exterior completamente esparcida a densamente papiloso-pubérula, en el interior glabra excepto con un anillo velloso en la base y pruinosa en los lobos, el tubo 12-20 mm, los lobos 2-4 mm, ovados, agudos a obtusos; anteras 2-4 mm, en la forma brevistila corta y parcialmente exertas, en la forma longistila incluidas; estigmas 1-2 mm, el estilo en la forma brevistila c. 10 mm, en la forma longistila 10-16 mm. Cápsulas 5-7 × 5-7 mm, subglobosas, lateralmente comprimidas, bisulcadas, 3/4 ínferas, pubérulas o glabrescentes; semillas 2-3.5 mm de diámetro.

## Distribución y hábitat
Se encuentra en los bosques de Pinus-Quercus, bosques caducifolios de Liquidambar y matorrales a una altitud de 1200-2600 metros, en Estados Unidos en Arizona, Nuevo México, Texas, México en Durango, Hidalgo, Jalisco, Estado de México, Morelos, Nayarit, Oaxaca, Puebla, Querétaro, San Luis Potosí, Sonora, Tamaulipas, Veracruz, y esperada en Mesoamérica en Chiapas.

## Medicina popular
En la zona de Morelos, su principal aplicación medicinal es para tratar mordeduras de víbora. En casos de picadura de abeja, escorpiones, arañas, ciempiés y hormigas, se hierve el tallo y las hojas en agua para bañarse. Las hojas maceradas o las ramas jóvenes molidas se aplican directamente, o se guardan en alcohol para usarlo en frotaciones. 
Las hojas y la flor se untan para aliviar el dolor o apagar la erisipela.

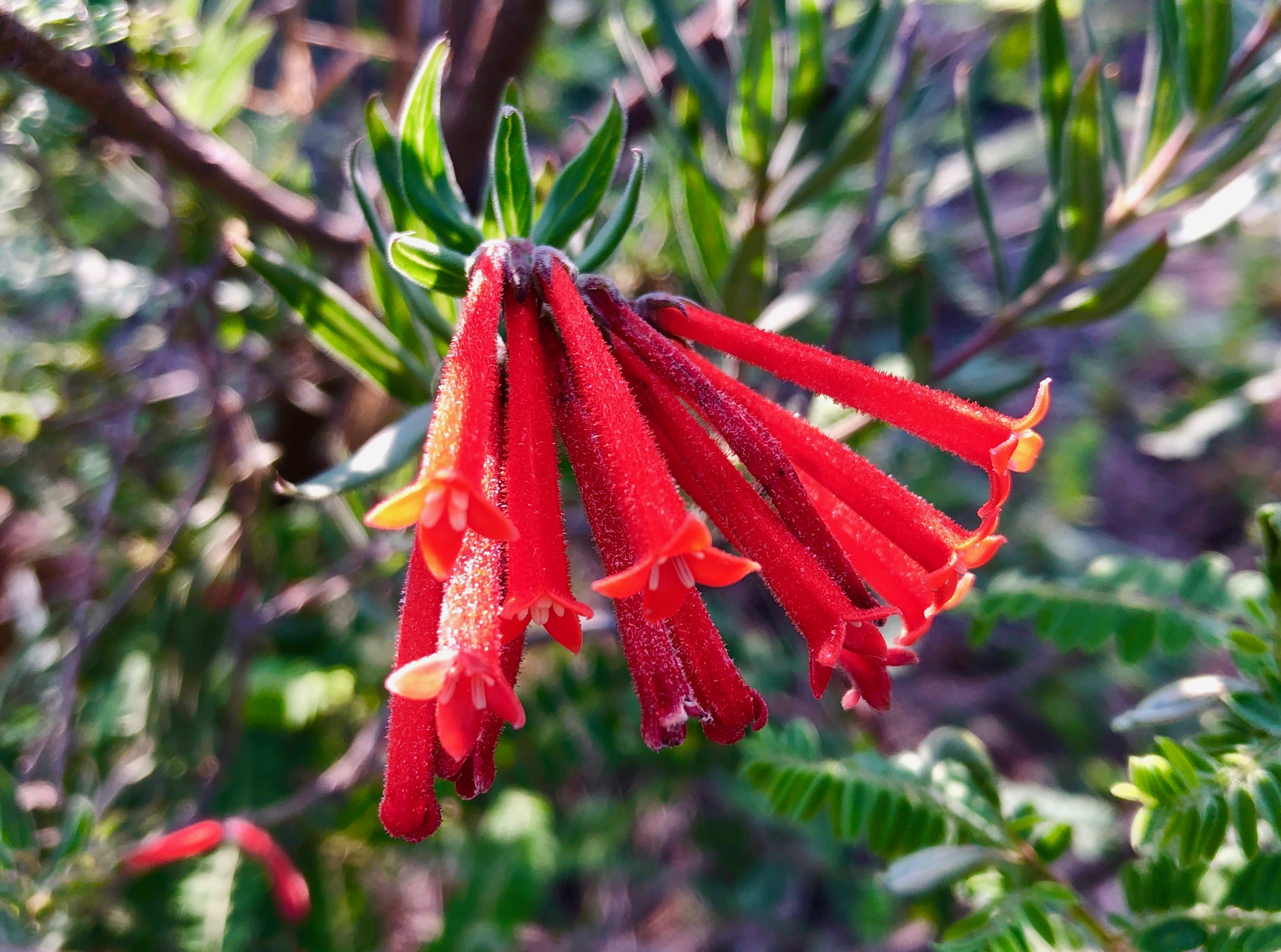
Trompetilla (Bouvardia Ternifolia), de la región del cerro de la cruz en Ecatepec de Morelos, México.

También se indica para aliviar la disentería, dolor de estómago, tos ferina, granos o absceso vaginal. Se le atribuyen propiedades analgésicas y sedantes.
Historia
En el siglo XVI, Bernardino de Sahagún refiere que se usa como antipirético. Posteriormente, Francisco Hernández comenta: ”dado que la naturaleza de esta planta es caliente, seca y astringente, se administra en los que sufren cansancio, ya que los fortalece y reanima. De igual modo el polvo de las raíces cura eficazmente las llagas antiguas”.
Más información aparece hasta el siglo XX en Maximino Martínez, que indica que es antidisentérico, antiespasmódico, antirrábico, antitusígeno, para calor de corazón, estimulante y en hematemesis.

## Taxonomía
Bouvardia ternifolia fue descrita por (Cav.) Schltdl. y publicado en Linnaea 26: 98. 1853[1854].
Etimología
Bouvardia: nombre genérico nombrado en honor de Charles Bouvard (1572-1658), médico de Luis XIII de Francia, y superintendente del Jardin du Roi en París.
ternifolia: epíteto latino que significa "trío de hojas"

## Nombres comunes
- Vara de flor, cántaris, cerillito, chilillo, cigarrillo, cometa, erisipela, escobilla, flor de valleta, hierba del burro, hierba del indio, lengua de víbora, sombra de la virgen, trompetilla;
- Contrayerba de Méjico, flacoxochitl[5]